# Villata
Villata (piemontesisch la Vilata) ist eine Gemeinde in der italienischen Provinz Vercelli (VC), Region Piemont.

## Lage und Einwohner
Villata liegt 11 km nördlich von Vercelli auf 136 m über dem Meeresspiegel und hat 1507 Einwohner (Stand 31. Dezember 2023).
Das Gemeindegebiet umfasst eine Fläche von 14 km². Die Nachbargemeinden sind Borgo Vercelli, Caresanablot, Casalvolone, Oldenico, San Nazzaro Sesia und Vercelli. Der Schutzpatron des Ortes ist S. Barnaba.

## Persönlichkeiten
- Carlo Allorio (1891–1969), römisch-katholischer Bischof von Pavia